# Trần Phú, Thái Nguyên
Trần Phú là một xã ở phía bắc của tỉnh Thái Nguyên, Việt Nam.

## Địa lý
Xã Trần Phú có vị trí địa lý:
- Phía đông giáp xã Na Rì và tỉnh Lạng Sơn
- Phía tây giáp xã Côn Minh
- Phía nam giáp xã Côn Minh và tỉnh Lạng Sơn
- Phía bắc giáp xã Văn Lang và xã Na Rì

Xã Trần Phú có diện tích 145,29 km², dân số năm 2025 là 7.049 người. Trên địa bàn xã có quốc lộ 3B, quốc lộ 279, sông Na Rì, núi Pia Ngôm cao 1.192m tạo thành ranh giới với tỉnh Lạng Sơn.

## Lịch sử
Ngày 10 tháng 1 năm 2020, Ủy ban Thường vụ Quốc hội ban hành nghị quyết về việc sắp xếp các đơn vị hành chính cấp xã thuộc tỉnh Bắc Kạn (có hiệu lực từ ngày 1 tháng 2 năm 2020), theo đó sáp nhập toàn bộ diện tích và dân số của hai xã Hữu Thác (diện tích 24,19 km², dân số là 1.513 người) và Hảo Nghĩa (diện tích 22,82 km², dân số là 1.474 người) thành xã Trần Phú..
Tháng 6 năm 2025, xã Trần Phú được thành lập trên cơ sở nhập toàn bộ diện tích tự nhiên, quy mô dân số của xã Văn Minh (diện tích tự nhiên là 38,17 km², dân số là 1.329 người), xã Cư Lễ (diện tích tự nhiên là 60,13 km², dân số là 2.454 người) và xã Trần Phú (diện tích tự nhiên là 46,99 km², dân số là 3.266 người) của huyện Na Rì. Trụ sở làm việc của xã nằm tại xã Cư Lễ cũ.

## Hành chính
Đến năm 2019, xã Cư Lễ có 14 thôn là Sắc Sái, Nà Lẹng, Bản Pò, Pác Phàn, Khuổi Quân, Pò Pái, Pò Rì, Khau An, Khau Ngòa, Kéo Đeng, Cạm Mjầu, Phja Khao, Khau Pần, Nà Dài.
Xã Hảo Nghĩa có chín thôn là Nà Tảng, Nà Liềng, Nà Đấu, Nà Coòng, Nà Chót, Khuổi A, Nà Sát, Khu Chợ, Vằng Mười.
Xã Hữu Thác có 12 thôn là Phiêng Pựt, Nà Mển, Bản Đâng, Nà Coóc, Khau Moóc, Nà Mới, Nà Noong, Cung Năm, Khuổi Khiếu, Pá Phấy, Nà Vèn, Khuổi Mý.
Xã Văn Minh có 10 thôn là Nà Ro, Nà Piẹt, Khuổi Tục, Nà Mực, Nà Ngòa, Pác Liềng, Pác Ban, Nà Deng, Nà Dụ, Khuổi Liềng.